# John Ronald Brown
John Ronald Brown (14 juli 1922 – 16 mei 2010) was een Amerikaans chirurg die bekendheid verwierf door zijn onbevoegd uitgevoerde operaties, waardoor minstens één patiënt is overleden. De laatste jaren van zijn leven zat hij een gevangenisstraf uit.

## Jeugd en carrière
John Brown werd in 1922 geboren in een Mormoons gezin als zoon van een arts. Hij was een goede leerling op school, en haalde op 16-jarige leeftijd zijn eindexamen. Tijdens zijn diensttijd behaalde hij een hoge score op een zogenaamde General Classifications Test, en kreeg daarom de mogelijkheid medicijnen te studeren. In 1947 studeerde hij af van de Utah School of Medicine en werkte vervolgens 20 jaar als huisarts. Daarna trachtte hij een bevoegdheid als chirurg te behalen, maar zakte voor het mondeling examen. Desondanks begon hij toch zonder licentie met het uitvoeren van operaties.

## Geslachtsveranderingsoperaties
Geslachtsveranderingsoperaties werden vanaf 1973 Dr. Browns "specialiteit". In 1977 werd Browns medische bevoegdheid in Californië echter ingetrokken omdat de medische autoriteiten ontdekten dat hij onbevoegd operaties uitvoerde. Naast het opereren zonder bevoegdheid bleek Brown ook personen in zijn kantoor of kelder te opereren, en liet zelfs niet medisch geschoolde (ex-)patiënten meehelpen bij zijn operaties als een vorm van betaling in natura. Getuigen verklaarden dat er regelmatig grote hoeveelheden bloed vloeiden en dat patiënten ondanks verdoving lagen te kreunen van de pijn. Ook werden er geen vooronderzoeken naar de gezondheid van de patiënt verricht waardoor geen rekening werd gehouden met eventuele risico´s en complicaties door reeds bestaande gezondheidsproblemen. Hierdoor was een operatie van Dr. Brown zowel pijnlijk als uitermate riskant.
Brown probeerde het later nogmaals in Alaska, Hawaï en Saint Lucia, maar ook hier werd hem verboden als arts te werken. Brown begon daarom in 1980 een eigen kliniek in Mexico, waarvoor hij reclame maakte via Amerikaanse media. Zijn doelmarkt werd gevormd door Amerikaanse transseksuelen die zich normaal gesproken geen operatie konden veroorloven en dus bij de goedkopere Brown aanklopten. Ook had Brown geen scrupules met selectiekriteria. Daar waar een transseksueel normaal gesproken een traject moet doorlopen, accepteerde Brown iedereen.
Brown zag zichzelf als een vernieuwer en "ontwikkelde" nieuwe wijzen van opereren. Hij probeerde zelfs voorzichtig collega's te polsen, in de hoop dat de medische stand hem zou accepteren. Hij meende bovendien in Mexico veilig zijn gang te kunnen gaan. De weinige chirurgen die op Browns uitnodigingen een kijkje te nemen ingingen keerden zich nadien van hem af. Zijn kliniek bevond zich in Tijuana, in het uiterste noordwesten van Mexico, zodat hij in Californië kon blijven wonen en heen en weer kon pendelen, en voor potentiële patiënten bereikbaar bleef. 
Toch gingen de zaken aanvankelijk goed. Ondanks Browns amateuristische werkwijze lukten sommige operaties wonderwel, wat goede publiciteit betekende. Armere transseksuelen wisten hem te vinden. Bovendien bood Brown tal van andere geslachtsoperaties aan, zoals penisverlenging. Ook wisten twee apotemnofielen hem te vinden waarvan één uiteindelijk door Dr. Brown werd geopereerd. Zij zochten een alternatief omdat chirurgen normaal gesproken geen gezonde ledematen verwijderen en Dr. Brown hier geen problemen mee had. Deze operatie zou hem echter de das omdoen.

## Veroordelingen
Tegenover iedere geslaagde operatie stonden echter vele mislukkingen. Een van Browns operaties veroorzaakte een verbinding tussen de endeldarm en vagina van de patiënt, waardoor ontlasting in de vagina liep. Ze had voortdurend ontstekingen en zou uiteindelijk aan de complicaties overlijden. Andere transseksuelen klaagden over het nauwer worden van de vagina waardoor geslachtsgemeenschap niet meer mogelijk was. Bij sommigen was scrotale huid gebruikt voor de bekleding van de vagina, waardoor schaamhaar in de vagina begon te groeien. De haren veroorzaakten ongemak, pijn en ontstekingen.
In 1986 schreef het tijdschrift Forum een vernietigend artikel over Brown. Hij werd als "The Worst Doctor in America" (de slechtste dokter in Amerika) aangeduid, en kreeg de bijnaam "Butcher Brown" (Slager Brown). In 1990 werd Brown ten slotte veroordeeld tot een gevangenisstraf van 3 jaar wegens het onbevoegd praktiseren als arts. De zaak was aan het rollen gebracht door een klacht van een van zijn ex-patiënten. Brown zat van de 3 jaar 19 maanden uit en werkte vervolgens een jaar als taxichauffeur, tot hij opnieuw een kliniek voor geslachtsoperaties begon.
In 1998 ging het echter mis. Dr. Gregg M. Furth en Philip Bondy, beiden apotemnofielen die elkaar kenden uit een contactgroep, klopten bij Dr. Brown aan voor een beenamputatie. Furth zag hier echter op het laatste moment vanaf toen hij zag hoe amateuristisch en onhygiënisch de kliniek eruitzag, maar Philip Bondy onderging de operatie wel. Ook hier bleef de gezondheidsscreening achterwege, terwijl Bondy al 79 was. Hij werd na de operatie door Furth van de kliniek in Mexico naar een hotel in National City gebracht, waar het personeel zag hoe Bondy eraan toe was een aanbood een ambulance te bellen, hetgeen Bondy weigerde. Toen Furth de volgende dag poolshoogte kwam nemen, trof hij Bondy dood aan. Furth probeerde de politie wijs te maken dat Bondy een verkeersongeluk had gehad en zelf te vroeg uit het ziekenhuis was weggegaan, maar hij kon de politie geen informatie over dat ziekenhuis, de behandeling of de behandelend arts overleggen. Wel vonden de agenten documenten die naar Dr. Brown verwezen, waarop Justitie een onderzoek tegen hem begon en de politie diens huis in San Ysidro doorzocht. De politie trof daar bebloede lakens, handdoeken en matrassen aan, alsmede anestetica, chirurgische instrumenten, honderden tube´s superlijm, en video-opnames van de operaties. Autopsie toonde achteraf aan dat Bondy aan gasgangreen was gestorven, ontstaan als een complicatie van Browns roekeloze wijze van opereren.
Brown werd veroordeeld tot 15 jaar tot levenslang wegens doodslag, een ongewoon zware aanklacht in medische zaken. In de veroordeling werd de geschiedenis van Browns onbevoegd handelen plus de eerdere veroordeling zwaar meegewogen. Een aantal transseksuele ex-patiënten heeft tegen Brown getuigd. Voor een aantal van hen betekende de rechtszaak een extra belasting omdat ze nog niet openlijk voor hun transseksualiteit waren uitgekomen waren. Bovendien was het voor veel mensen een taboe-onderwerp en kampten veel van hen met schaamtegevoelens. Veel van hen lijden nog steeds onder de complicaties van zijn operaties, en hebben zware en dure medische behandelingen moeten ondergaan om de schade te herstellen.